# Bisbat de Minden

Mapa el 1560; el bisbat en vermell

El Bisbat de Minden - Bistum Minden (alemany) - fou una diòcesi catòlica romana i un estat imperial (principat-bisbat en alemany Hochstift Minden), del Sacre Imperi Romanogermànic. La seva capital fou Minden (Rin del Nord-Westfàlia) a la moderna Alemanya.

## Història

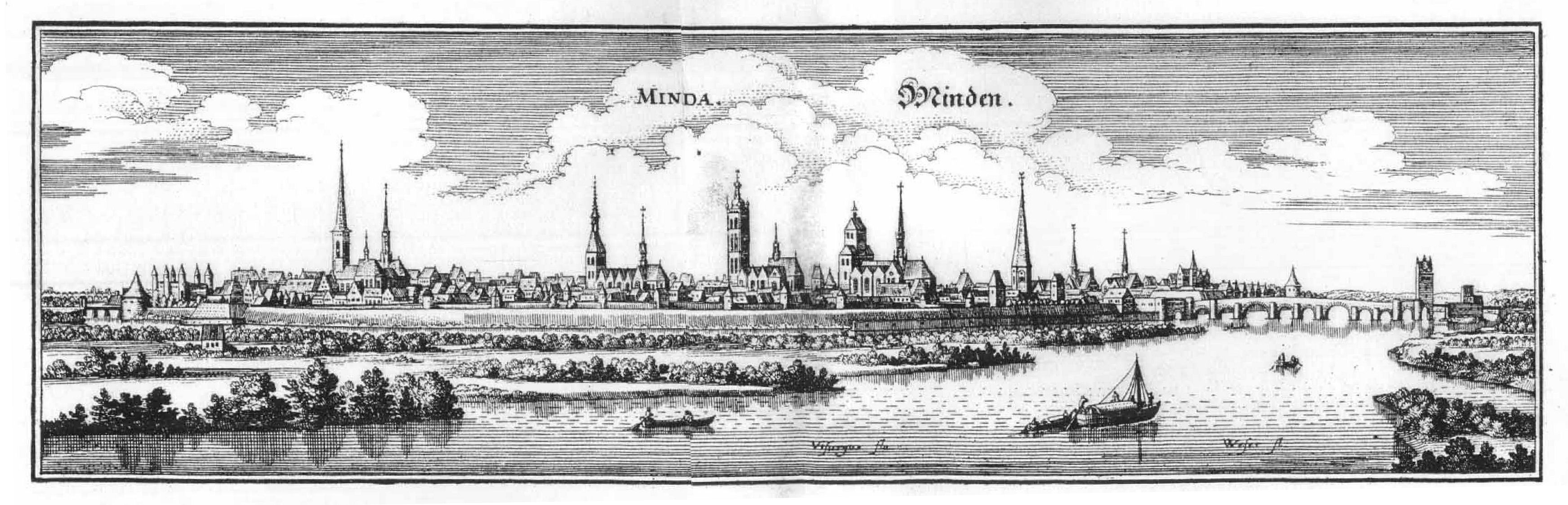
Vista històrica de Minden al voltant de 1647

La diòcesi fou fundada per Carlemany el 803, després que hagués vençut als saxons. Estava subordinada a l'Arquebisbat de Colònia. Va esdevenir el Principat-Bisbat de Minden (alemany Fürstbistum Minden) el 1180, quan es va dissoldre el Ducat de Saxònia. Al segle xvi la Reforma Protestant va començar a prendre peu a l'estat, sota la influència del Ducat de Lüneburg. A la Guerra dels Trenta Anys fou ocupada pels suecs i el bisbat fou secularitzat amb la Pau de Westfàlia el 1648, sent donat al marcgraviat de Brandenburg que el va incorporar com a Principat de Minden (Fürstentum Minden en alemany).
Des de 1719 Minden fou administrat per Brandenburg-Prússia juntament amb l'adjacent Comtat de Ravensberg com Minden-Ravensberg. El 1807 passava al Regne de Westfàlia. El 1814 retornava al Regne de Prússia i va quedar integrat a la província de Westfàlia.
A partir de 1789 el principat abastava una àrea de 1.100 km². Feia frontera (en el sentit de les agulles del rellotge des del nord): un exclavament del Landgraviat de Hessen-Kassel (o Hessen-Cassel), l'Electorat de Hannover, el comtat de Schaumburg-Lippe, un altre exclavament de Hessen-Kassel, el Principat de Lippe, el comtat de Ravensberg, i el Bisbat d'Osnabrück. Les ciutats incloïen Minden (Rin del Nord-Westfàlia) i Lübbecke.

## Episcopologi
| Imatge                             | Nom                                 | des de | fins a | Notes |
| ---------------------------------- | ----------------------------------- | ------ | ------ | ----- |
|                                    | Erkanbert                           | 803    | 813    |       |
|                                    | Hardward                            | 813    | 853    |       |
|                                    | Theoderich                          | 853    | 880    |       |
|                                    | Wulfhar                             | 880    | 886    |       |
|                                    | Drogo                               | 886    | 902    |       |
|                                    | Adalbert                            | 902    | 905    |       |
|                                    | Bernat                              | 905    | 914    |       |
|                                    | Lotari                              | 914    | 927    |       |
|                                    | Ebergisl                            | 927    | 950    |       |
|                                    | Helmward                            | 950    | 958    |       |
|                                    | Landward                            | 958    | 969    |       |
|                                    | Milo                                | 969    | 996    |       |
|                                    | Ramward                             | 996    | 1002   |       |
|                                    | Dietrich II                         | 1002   | 1022   |       |
|                                    | Siegbert                            | 1022   | 1036   |       |
|                                    | Bruno von Waldeck                   | 1037   | 1055   |       |
|                                    | Egilbert de Baviera                 | 1055   | 1080   |       |
|                                    | Reinward                            | 1080   | 1089   |       |
|                                    | Volkmar                             | 1080   | 1096   | rival |
|                                    | Ulrich                              | 1089   | 1097   |       |
|                                    | Gottschalk                          | 1097   | 1112   |       |
|                                    | Widelo                              | 1097   | 1119   | rival |
|                                    | Sigward                             | 1120   | 1140   |       |
|                                    | Enric I                             | 1140   | 1153   |       |
|                                    | Werner de Bückeburg                 | 1153   | 1170   |       |
|                                    | Anno von Landsberg                  | 1170   | 1185   |       |
|                                    | Thietmar                            | 1185   | 1206   |       |
|                                    | Enric II                            | 1206   | 1209   |       |
|                                    | Conrad de Diepholz                  | 1209   | 1236   |       |
|                                    | Guillem I                           | 1236   | 1242   |       |
|                                    | Johann von Diepholz                 | 1242   | 1253   |       |
|                                    | Wedekind I                          | 1253   | 1261   |       |
|                                    | Kuno                                | 1261   | 1266   |       |
|                                    | Otó de Stendal                      | 1266   | 1275   |       |
|                                    | Volkwin V von Schwalenberg          | 1275   | 1293   |       |
|                                    | Konrad II von Wardenberg            | 1293   | 1295   |       |
|                                    | Ludolf von Rostorf                  | 1295   | 1304   |       |
|                                    | Gottfried von Waldeck               | 1304   | 1324   |       |
|                                    | Ludwig von Braunschweig-Lüneburg    | 1324   | 1346   |       |
|                                    | Gerhard I von Schauenburg           | 1346   | 1353   |       |
|                                    | Dietrich III Kagelwit               | 1353   | 1361   |       |
|                                    | Gerhard II von Schaumburg           | 1361   | 1366   |       |
|                                    | Otto II von Wettin                  | 1366   | 1368   |       |
|                                    | Wittekind II von Schalksberg        | 1369   | 1383   |       |
|                                    | Otto III von Schalksberg            | 1384   | 1397   |       |
|                                    | Gerhard III von Hoya                | 1397   | 1398   |       |
|                                    | Marquard von Randeck                | 1398   | 1398   |       |
|                                    | Wilhelm II von Buchen               | 1398   | 1402   |       |
|                                    | Otto IV von Rietberg                | 1403   | 1406   |       |
|                                    | Wilbrand von Hallermund             | 1406   | 1436   |       |
|                                    | Albrecht von Hoya                   | 1436   | 1473   |       |
|                                    | Enric III von Schauenburg           | 1473   | 1508   |       |
|                                    | Franz von Braunschweig-Wolfenbüttel | 1508   | 1529   |       |
| Franz II von Waldeck               | Franz II von Waldeck                | 1530   | 1553   |       |
| Julius von Braunschweig-Lüneburg   | Julius von Braunschweig-Lüneburg    | 1553   | 1554   |       |
| Administrador                      |                                     |        |        |       |
|                                    | Jordi de Brunswick-Lüneburg         | 1554   | 1566   |       |
|                                    | Hermann von Schauenburg             | 1566   | 1582   |       |
|                                    | Enric Juli de Brunswick-Lüneburg    | 1582   | 1585   |       |
|                                    | Seu vacant                          | 1585   | 1587   |       |
|                                    | Anton von Schauenburg               | 1587   | 1599   |       |
|                                    | Christian von Braunschweig-Lüneburg | 1599   | 1625   |       |
| Bisbes catòlics                    |                                     |        |        |       |
| Franz Wilhelm, Graf von Wartenberg | Franz Wilhelm, comte de Wartenberg  | 1631   | 1648   |       |